# FLIPFLOPs
FLIPFLOPs（ふりっぷふろっぷす）は、原作：深山秀（「ぎんこ」より改名）と作画：高畑ゆきの兄弟による、2人組の日本の漫画家。かつて2009年までは同名の同人サークルとしても活動を行っていた。
ギャグ調のコメディ、シリアスなストーリー物、バトル物など、様々なタイプの作品を出している。
FLIPFLOPsGames名義でアナログゲームの制作・販売も手掛けており、特に、2011年に発売されたカードゲーム『Heart of Crown〜ハートオブクラウン〜』は2020年12月までに日本国内累計出荷数50,000本を突破し、2022年1月にはルール改定やカード効果の調整等を施した第二版が発売されたロングセラー商品である。

## 作品リスト

### 漫画作品

#### 連載
- 世界樹の迷宮II 〜六花の少女〜（原作：アトラス、『月刊ComicREX』2008年3月号 - 2009年2月号）
- 猫神やおよろず[7]（『チャンピオンRED いちご』VOL.2〈2007年〉 - VOL.33〈2012年〉）
- スズログ（『電撃大王ジェネシス』2010年WINTER - 2012年Vol.6）
- ダーウィンズゲーム（『別冊少年チャンピオン』2013年1月号 - 2023年12月号）
- ロードマギアの弟子（『サンデーうぇぶり』2024年6月19日[8] - ）

#### 読み切り
- 大凶ちゃんとしあわせな世界（『チャンピオンRED』2007年12月号・2008年1月号）
- メゾン鷺宮201号室の怪談（『コミックバーズ』2009年6月号）
- コトコト（『アオハル』2010年第0号、以降毎号読み切り）

### 書籍
- 『世界樹の迷宮II 〜六花の少女〜』、原作：アトラス、一迅社〈IDコミックス REXコミックス〉2008年 - 2009年、全2巻
- 『猫神やおよろず』、秋田書店〈チャンピオンREDコミックス〉2008年 - 2012年、全6巻
- 『スズログ』、アスキー・メディアワークス〈電撃コミックス〉2011年 - 2013年、全3巻
  1. 2011年4月27日発売[9]、ISBN 978-4-04-870407-6
  2. 2012年3月27日発売[10]、ISBN 978-4-04-886489-3
  3. 2013年4月27日発売[11]、ISBN 978-4-04-891461-1
- 『ダーウィンズゲーム』、秋田書店〈少年チャンピオン・コミックス〉2013年 - 2024年、全30巻
- 『ロードマギアの弟子』、小学館〈サンデーうぇぶり〉2024年 - 、既刊3巻（2025年6月12日現在）
  1. 2024年11月12日発売[12][13]、ISBN 978-4-09-853688-7
  2. 2025年2月12日発売[14]、ISBN 978-4-09-853849-2
  3. 2025年6月12日発売[15]、ISBN 978-4-09-854128-7

### その他
- 桜の下で会いましょう（著：久遠くおん、HJ文庫、ホビージャパン、全2巻）高畑ゆきによる挿絵
- ハートオブクラウン シリーズ（アナログゲーム、2011年 -）
- レギオンズ！ シリーズ（アナログゲーム、2017年[16] - 2020年[17]）
- 『小説版ダーウィンズゲーム〜フラッグゲーム〜』秋田書店〈小説少年チャンピオン・ノベルズ〉全1巻（『週刊少年チャンピオン』2020年7号 - 2020年39号）